# 関目高殿駅

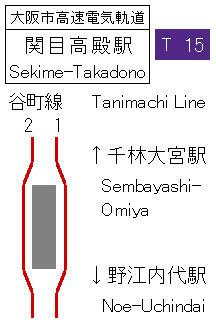
配線図

関目高殿駅（せきめたかどのえき）は、大阪府大阪市旭区高殿四丁目にある、大阪市高速電気軌道 (Osaka Metro) 谷町線の駅。駅番号はT15。

## 概要
「関目」は城東区側、旧東成郡榎並村、「高殿」は旭区側、旧東成郡城北村の地名である。当駅は両区の境界となっている道路の下にあるが、当駅の公式の所在地は旭区高殿となっている。
車内放送では「せきめたかどの」と、「き」に強勢が置かれる。
今里筋線の関目成育駅は南に300 mほどの場所にあるが、完全な別駅扱いで乗り換えはできない（振替輸送時を除く）。今里筋線との乗り換えは太子橋今市駅を使うことになる。

## 歴史
開業当初の駅名は「関目駅」であった。地元自治会の要請によって、後に「関目（高殿）駅」と表記されるようになり、車内自動放送においても「次は関目 高殿、関目 高殿でございます」（読み上げる際に関目と高殿のあいだに一瞬の間があった）と読まれ、谷町線のもう一つの括弧つきの駅名であった四天王寺前（夕陽ヶ丘）駅（自動放送は「次は四天王寺前夕陽ヶ丘、四天王寺前夕陽ヶ丘でございます」）同様、括弧内の「高殿」もアナウンスされるようになった。その後1997年に「関目高殿駅」に正式に変更された。今里筋線の関目成育駅も仮称駅名は「関目」だったが、当駅との混同を避けるために近隣地名である「成育」を付けた経緯がある。

### 年表
- 1977年（昭和52年）4月6日：谷町線都島 - 守口間延伸時に関目駅として開業。地元自治会の要請により、のちに関目（高殿）駅と表記されるようになる。
- 1997年（平成9年）8月29日：関目高殿駅に改称。
- 2018年（平成30年）4月1日：大阪市交通局の民営化により、大阪市高速電気軌道 (Osaka Metro) の駅となる。
- 2025年（令和7年）9月中旬：可動式ホーム柵の運用を開始予定。

## 駅構造

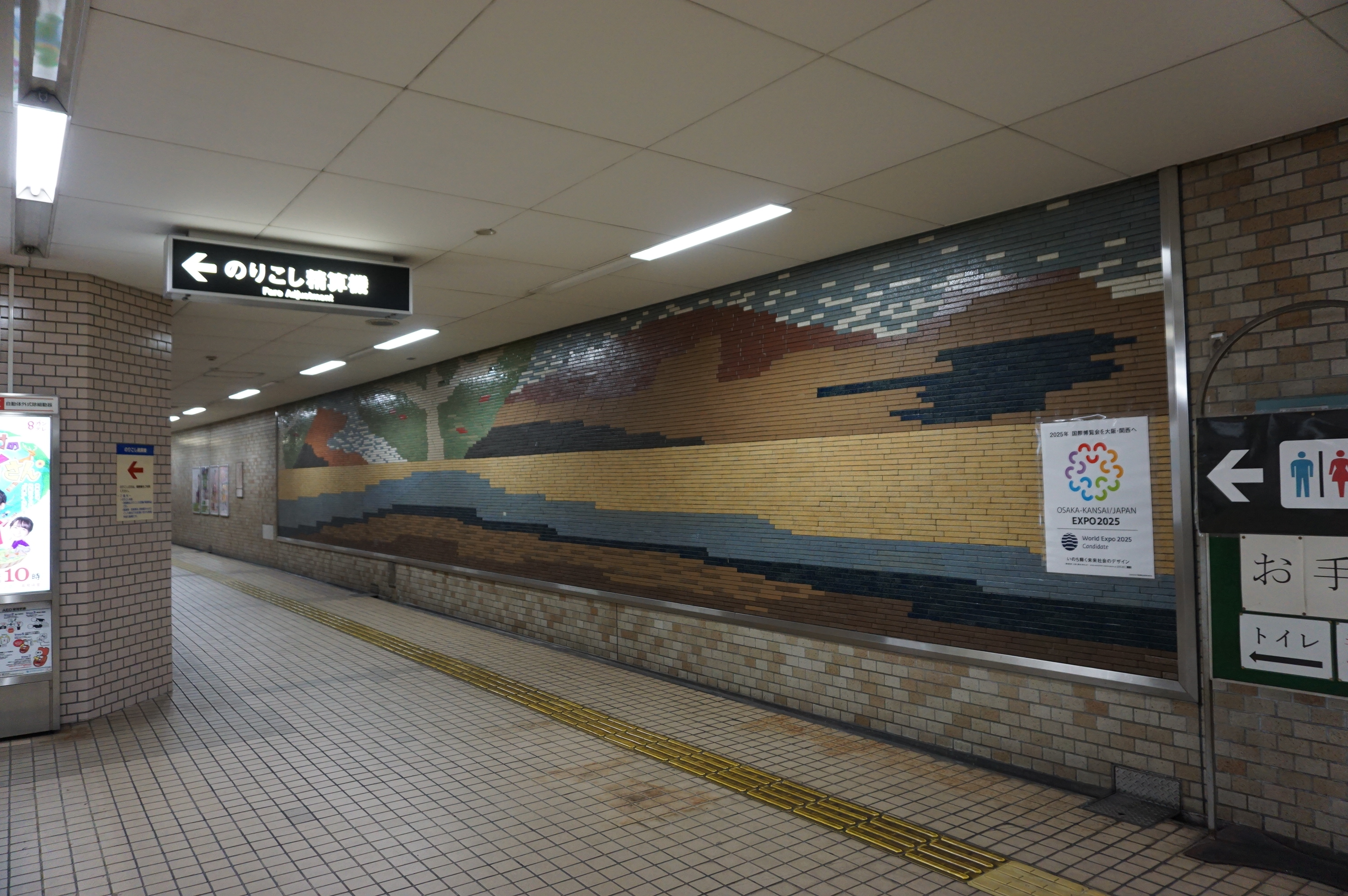
改札内コンコースにあるタイル壁画（2018年4月）

島式ホーム1面2線の地下駅である。改札口は1ヵ所のみ。
出入口は5ヵ所あり、大日寄りに1 - 4号出入口、東梅田寄りに5号出入口がある。
当駅は、東梅田管区駅の所属である。

### のりば
| 番線 | 路線   | 行先                       |
| ---- | ------ | -------------------------- |
| 1    | 谷町線 | 東梅田・天王寺・八尾南方面 |
| 2    | 谷町線 | 大日方面                   |

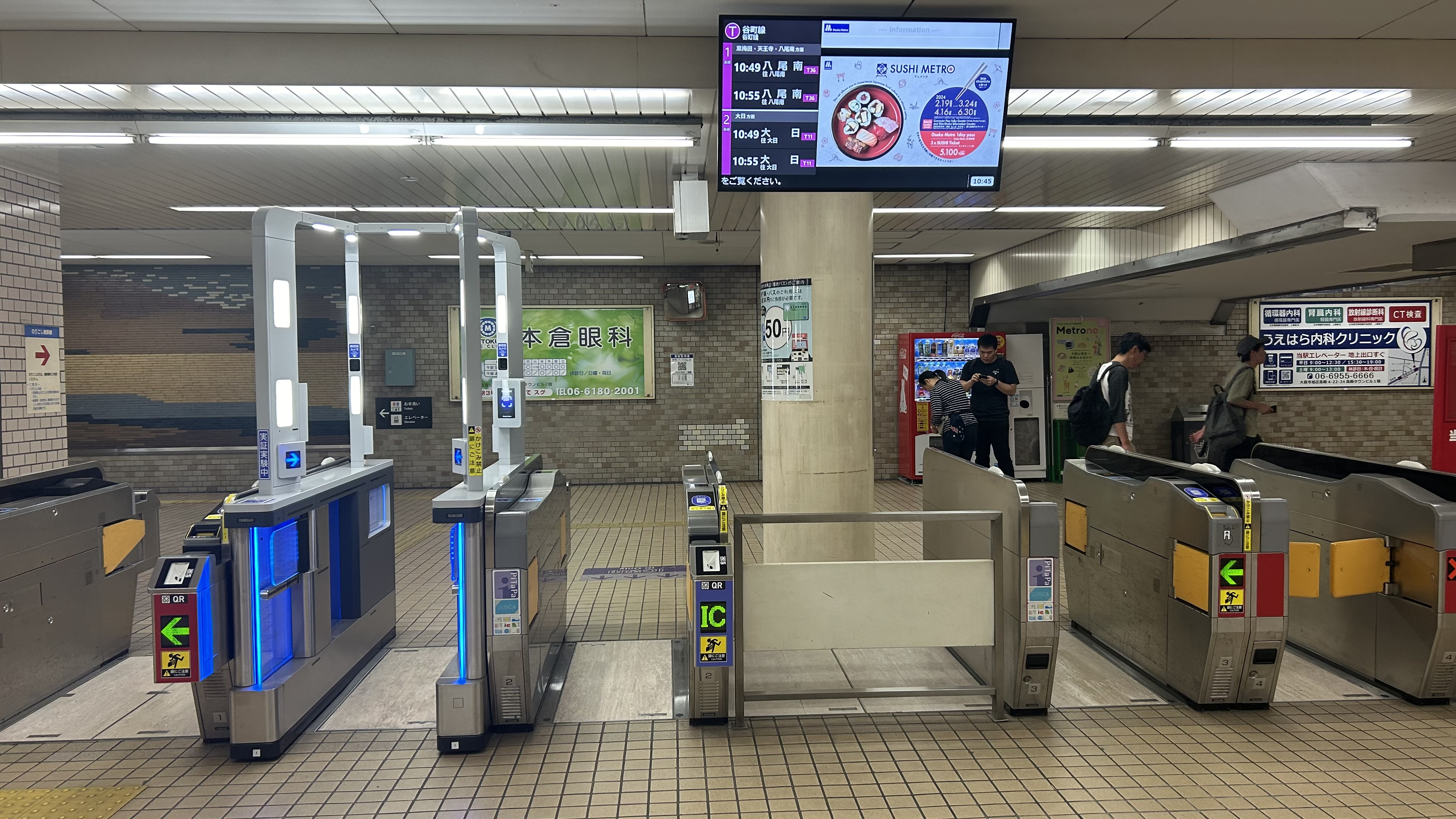
改札口
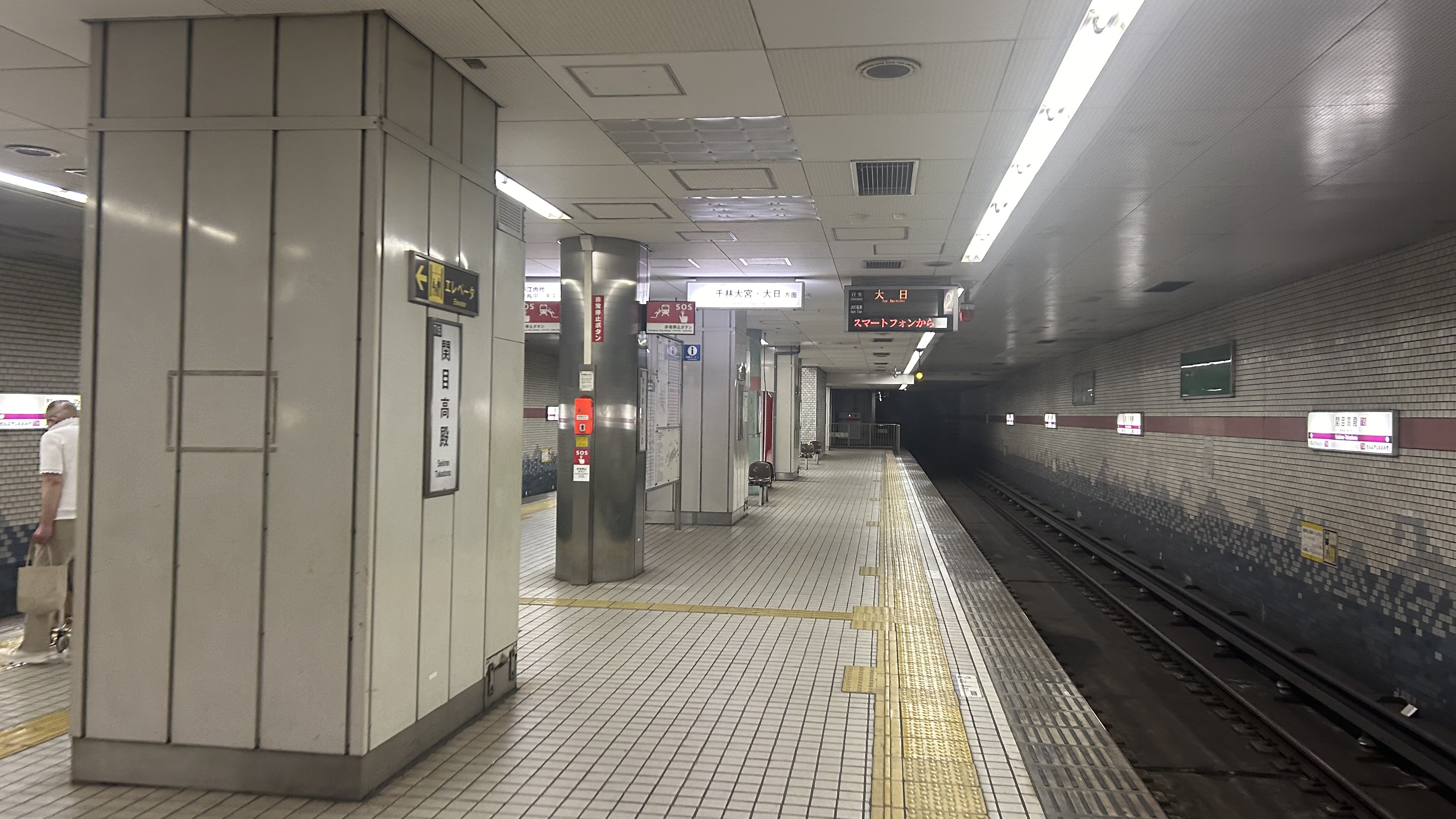
ホーム
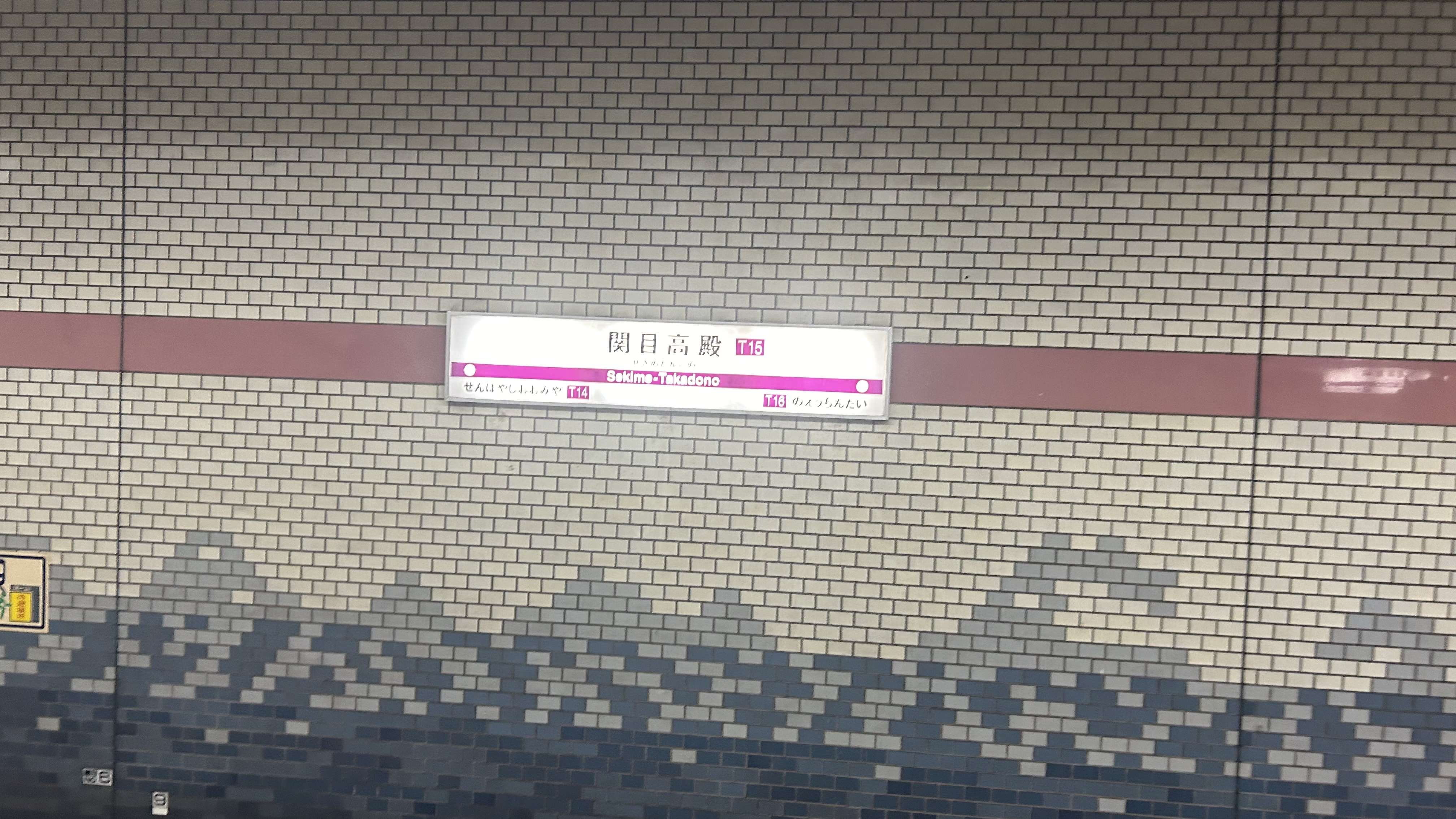
駅名標

### 出口
| 出口番号 | 出口周辺 | 備考             |
| -------- | --- | ---------------- |
| 1        | シティバスのりば |                  |
| 2        | 京阪電車関目駅 |                  |
| 3        | |                  |
| 4        | 水道局大宮営業所・旭郵便局・旭区役所・旭区民センター 旭区在宅サービスセンター(旭区社会福祉協議会) 旭税務署・おとしよりすこやかセンター北部館 旭屋内プール・城北市民学習センター 旭消防署・旭公園 |                  |
| 5        | 大阪マツダビル連絡通路 |                  |
| EV       | 大阪マツダビル | エレベーターのみ |

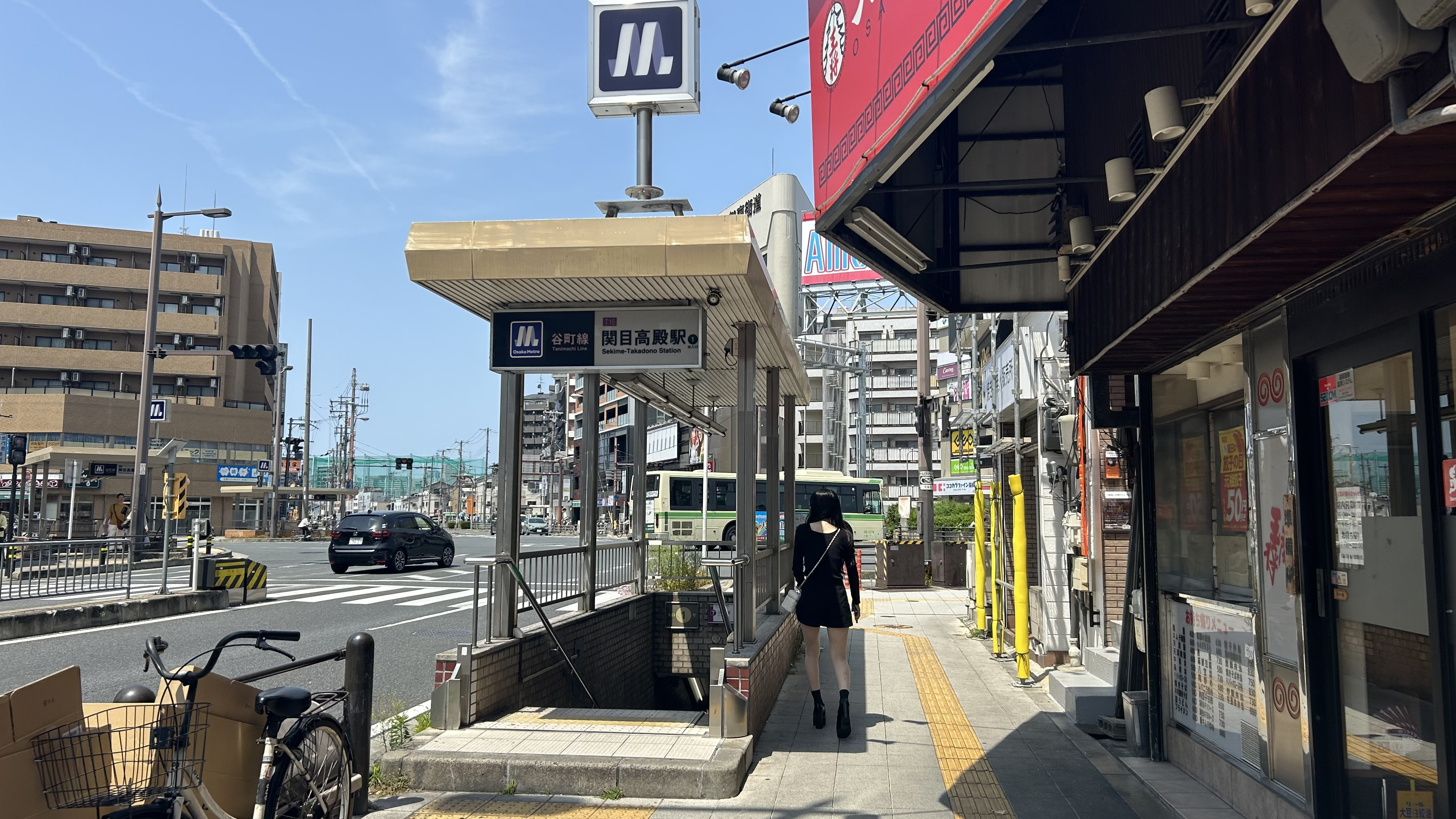
1号出入口
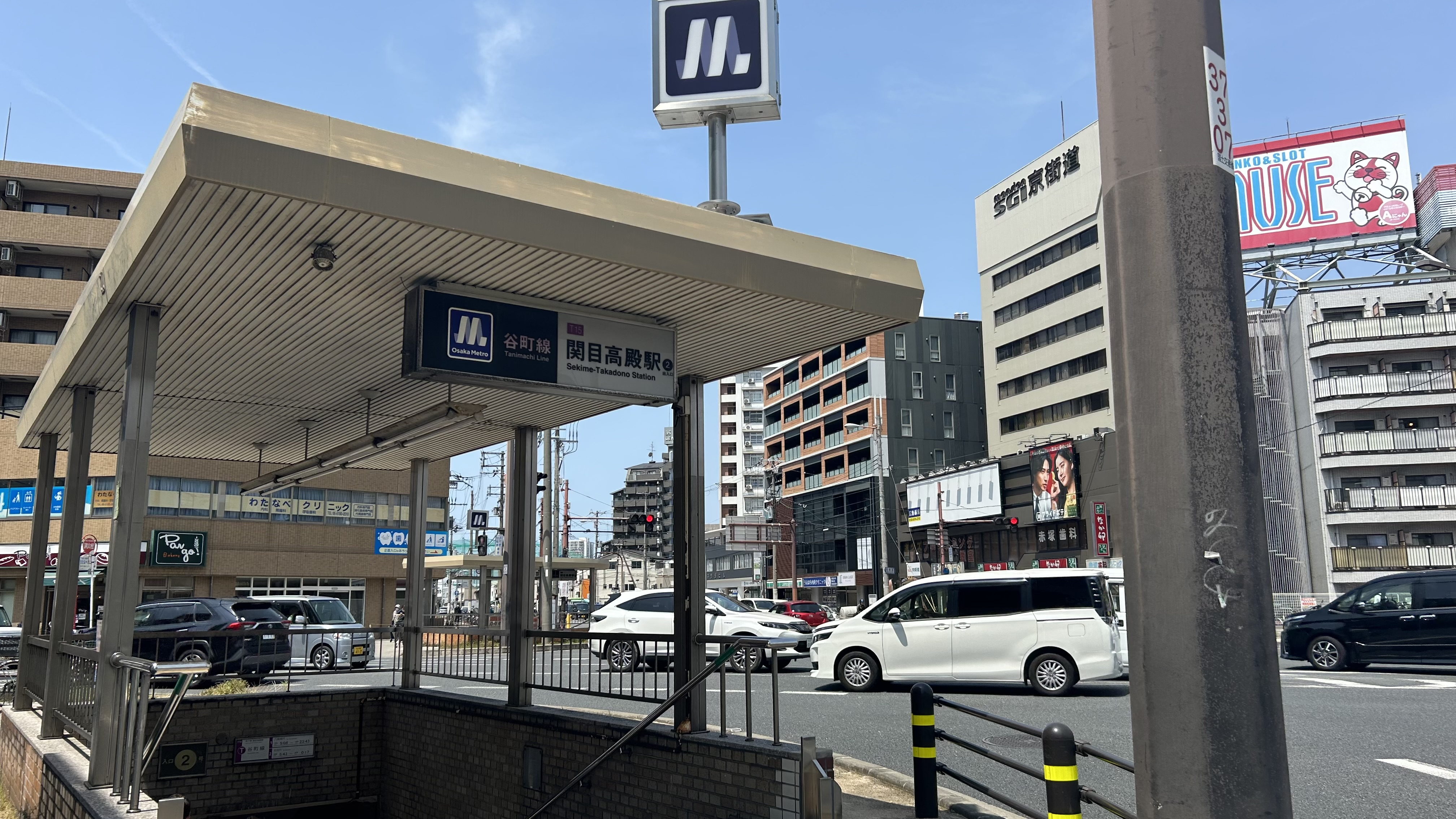
2号出入口
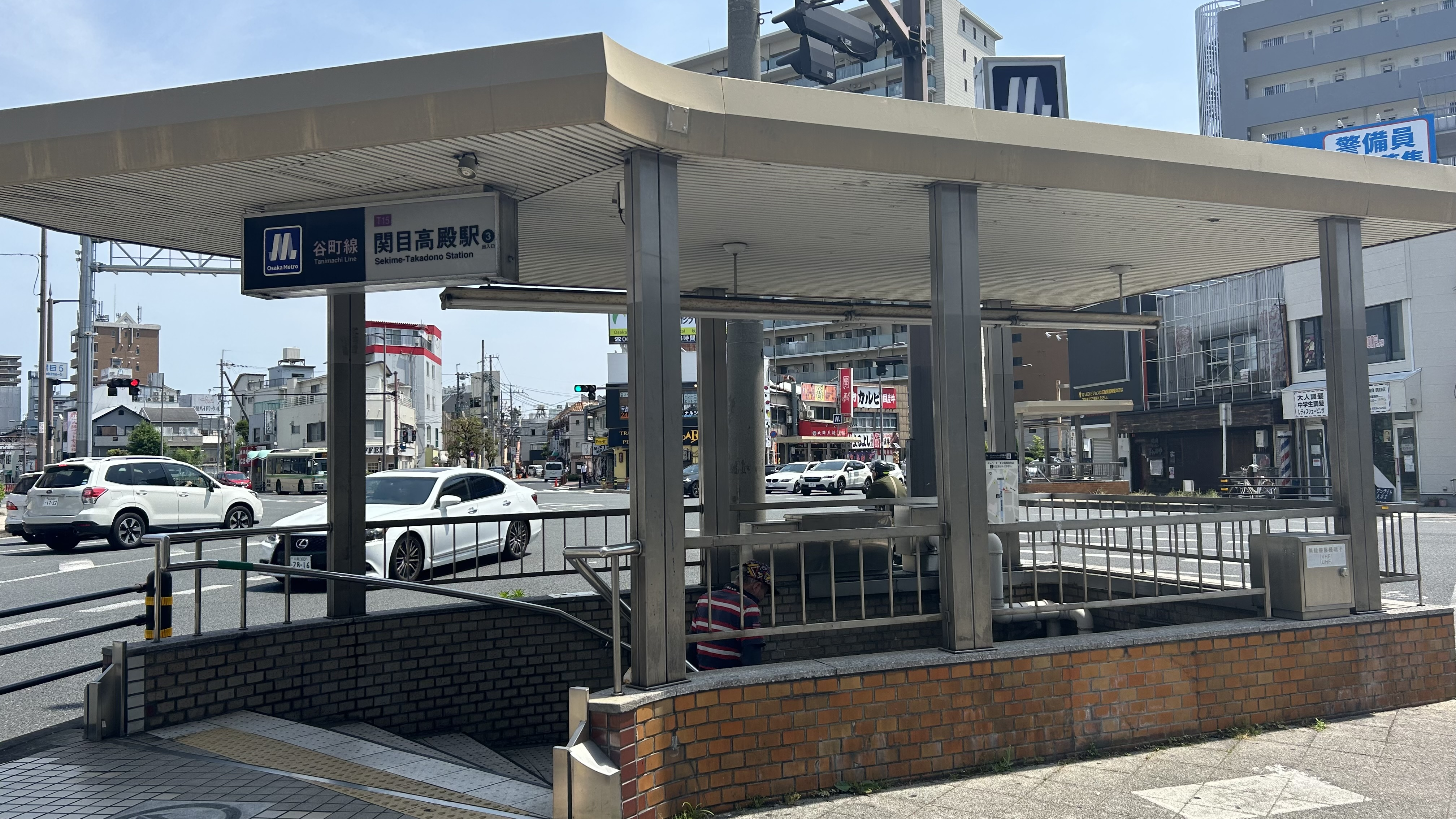
4号出入口
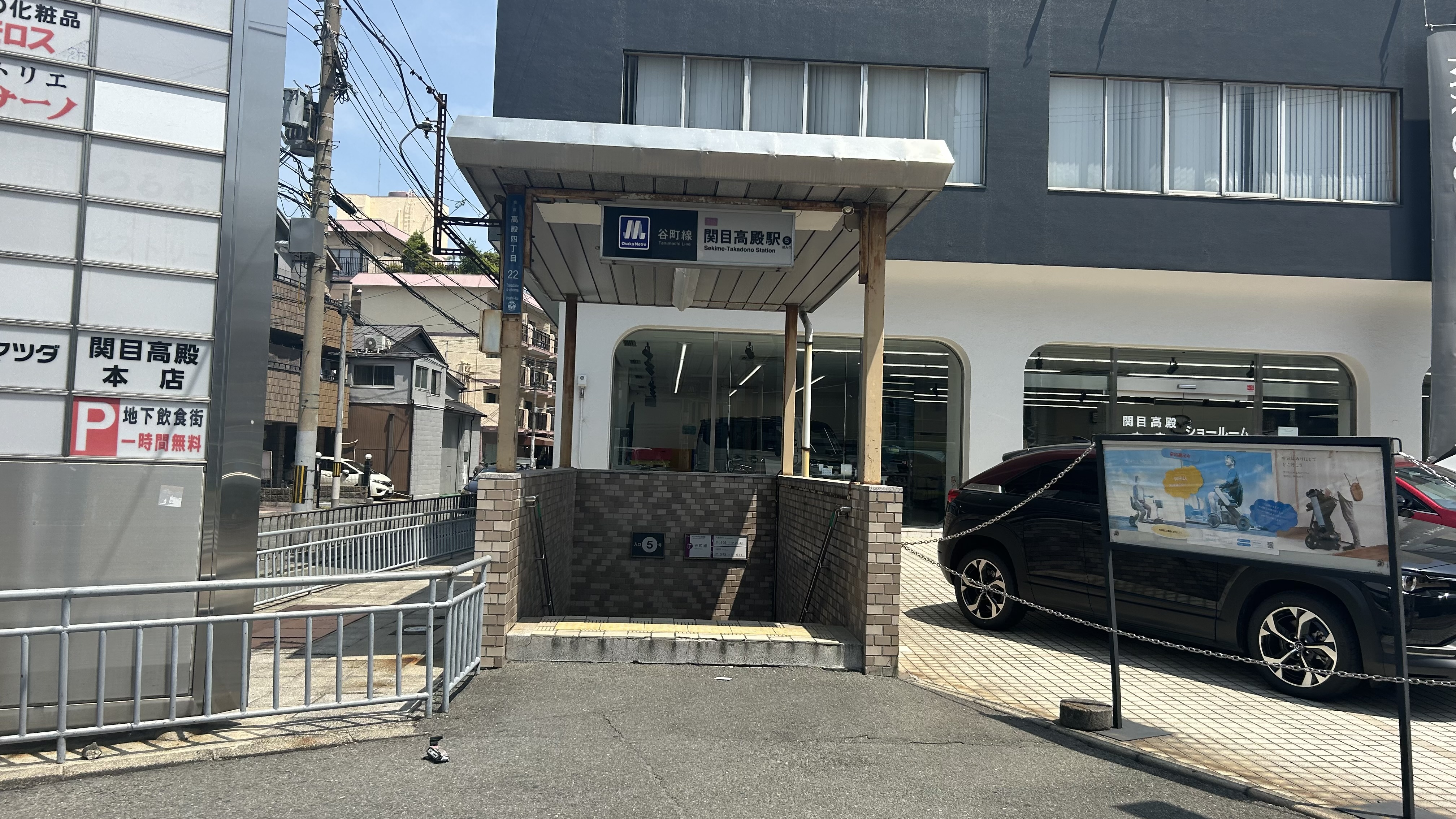
5号出入口

## 利用状況
2024年11月12日の1日乗降人員は14,988人（乗車人員：7,552人、降車人員：7,436人）であり、谷町線の駅では26駅中19位（他線と合算しない単独駅では第13位）。
各年度の特定日利用状況は下表の通り。なお1995年度の記録については1996年に行われた調査であるが、会計年度上表中に記載の年度となる。
| 年度               | 調査日   | 乗車人員 | 降車人員 | 乗降人員 | 出典          | 出典          |
| 年度               | 調査日   | 乗車人員 | 降車人員 | 乗降人員 | メトロ        | 大阪府        |
| ------------------ | -------- | -------- | -------- | -------- | ------------- | ------------- |
| 1977年（昭和52年） | 11月18日 | 5,891    | 5,559    | 11,450   |               | [ 大阪府 1 ]  |
| 1981年（昭和56年） | 11月10日 | 8,284    | 8,124    | 16,408   |               | [ 大阪府 2 ]  |
| 1985年（昭和60年） | 11月12日 | 9,232    | 9,186    | 18,418   |               | [ 大阪府 3 ]  |
| 1987年（昭和62年） | 11月10日 | 9,762    | 9,362    | 19,124   |               | [ 大阪府 4 ]  |
| 1990年（平成02年） | 11月06日 | 8,970    | 8,637    | 17,607   |               | [ 大阪府 5 ]  |
| 1995年（平成07年） | 02月15日 | 8,258    | 8,212    | 16,470   |               | [ 大阪府 6 ]  |
| 1998年（平成10年） | 11月10日 | 7,474    | 7,596    | 15,070   |               | [ 大阪府 7 ]  |
| 2007年（平成19年） | 11月13日 | 7,448    | 7,075    | 14,523   |               | [ 大阪府 8 ]  |
| 2008年（平成20年） | 11月11日 | 7,346    | 7,010    | 14,356   |               | [ 大阪府 9 ]  |
| 2009年（平成21年） | 11月10日 | 7,302    | 6,947    | 14,249   |               | [ 大阪府 10 ] |
| 2010年（平成22年） | 11月09日 | 7,037    | 6,706    | 13,743   |               | [ 大阪府 11 ] |
| 2011年（平成23年） | 11月08日 | 6,884    | 6,639    | 13,523   |               | [ 大阪府 12 ] |
| 2012年（平成24年） | 11月13日 | 6,864    | 6,630    | 13,494   |               | [ 大阪府 13 ] |
| 2013年（平成25年） | 11月19日 | 6,999    | 6,808    | 13,807   | [ メトロ 1 ]  | [ 大阪府 14 ] |
| 2014年（平成26年） | 11月11日 | 7,171    | 6,976    | 14,147   | [ メトロ 2 ]  | [ 大阪府 15 ] |
| 2015年（平成27年） | 11月17日 | 7,469    | 7,213    | 14,682   | [ メトロ 3 ]  | [ 大阪府 16 ] |
| 2016年（平成28年） | 11月08日 | 7,379    | 7,087    | 14,466   | [ メトロ 4 ]  | [ 大阪府 17 ] |
| 2017年（平成29年） | 11月14日 | 7,783    | 7,597    | 15,380   | [ メトロ 5 ]  | [ 大阪府 18 ] |
| 2018年（平成30年） | 11月13日 | 7,743    | 7,642    | 15,385   | [ メトロ 6 ]  | [ 大阪府 19 ] |
| 2019年（令和元年） | 11月12日 | 7,742    | 7,511    | 15,253   | [ メトロ 7 ]  | [ 大阪府 20 ] |
| 2020年（令和02年） | 11月10日 | 6,956    | 6,861    | 13,817   | [ メトロ 8 ]  | [ 大阪府 21 ] |
| 2021年（令和03年） | 11月16日 | 6,860    | 6,691    | 13,551   | [ メトロ 9 ]  | [ 大阪府 22 ] |
| 2022年（令和04年） | 11月15日 | 7,213    | 7,029    | 14,242   | [ メトロ 10 ] | [ 大阪府 23 ] |
| 2023年（令和05年） | 11月07日 | 7,697    | 7,380    | 15,077   | [ メトロ 11 ] | [ 大阪府 24 ] |
| 2024年（令和06年） | 11月12日 | 7,552    | 7,436    | 14,988   | [ メトロ 12 ] |               |

## 駅周辺

### 商業施設
- ローソンストア100関目高殿駅前店
- ココカラファイン関目店
- 万代旭高殿店
- 業務スーパー 関目高殿店

### 公共施設
- 旭公園
- 旭高殿郵便局
- 大阪市立旭図書館
- 京阪電鉄関目駅および地下鉄今里筋線関目成育駅 - 南へ約200m（ただし連絡運輸なし）。
- 城北市民学習センター

### その他
- 須佐之男尊神社（関目神社）・関目発祥の地碑
- 安養寺
- 大阪府立旭高等学校
- 大阪市立高殿小学校
- 大阪市立関目小学校
- 徳島大正銀行 森小路支店
- 大阪厚生信用金庫 関目支店
- 大阪信愛学院
  - 大阪信愛学院短期大学
  - 大阪信愛学院高等学校
  - 大阪信愛学院中学校
  - 大阪信愛学院小学校
  - 大阪信愛学院幼稚園
  - 大阪信愛学院保育園
- 国道163号

## バス路線
大阪シティバスが運行しており、停留所名は高殿。
- 35号系統： 守口車庫前/杭全
- 83号系統： 大阪駅前/花博記念公園北口

## 隣の駅
大阪市高速電気軌道 (Osaka Metro)
 谷町線
千林大宮駅 (T14) - 関目高殿駅 (T15) - 野江内代駅 (T16)
- ( ) 内は駅番号を示す。

### 記事本文

### 利用状況
1. ↑  路線別駅別乗降人員 - 大阪市高速電気軌道
2. ↑  大阪府統計年鑑 - 大阪府
3. ↑  大阪市統計書 - 大阪市

#### 大阪市高速電気軌道
1. ↑  路線別乗降人員 （2013年11月19日（火）交通調査） (PDF)
2. ↑  路線別乗降人員 （2014年11月11日（火）交通調査） (PDF)
3. ↑  路線別乗降人員 （2015年11月17日（火）交通調査） (PDF)
4. ↑  路線別乗降人員 （2016年11月8日（火）交通調査） (PDF)
5. ↑  路線別乗降人員 （2017年11月14日（火）交通調査） (PDF)
6. ↑  路線別乗降人員 （2018年11月13日（火）交通調査） (PDF)
7. ↑  路線別乗降人員 （2019年11月12日（火）交通調査） (PDF)
8. ↑  路線別乗降人員 （2020年11月10日（火）交通調査） (PDF)
9. ↑  路線別乗降人員 （2021年11月16日（火）交通調査） (PDF)
10. ↑  路線別乗降人員 （2022年11月15日（火）交通調査） (PDF)
11. ↑  路線別乗降人員 （2023年11月7日（火）交通調査） (PDF)
12. ↑  路線別乗降人員 （2024年11月12日（火）交通調査） (PDF)

#### 大阪府統計年鑑
1. ↑  大阪府統計年鑑（昭和53年） (PDF)
2. ↑  大阪府統計年鑑（昭和57年） (PDF)
3. ↑  大阪府統計年鑑（昭和61年） (PDF)
4. ↑  大阪府統計年鑑（昭和63年） (PDF)
5. ↑  大阪府統計年鑑（平成3年） (PDF)
6. ↑  大阪府統計年鑑（平成8年） (PDF)
7. ↑  大阪府統計年鑑（平成11年） (PDF)
8. ↑  大阪府統計年鑑（平成20年） (PDF)
9. ↑  大阪府統計年鑑（平成21年） (PDF)
10. ↑  大阪府統計年鑑（平成22年） (PDF)
11. ↑  大阪府統計年鑑（平成23年） (PDF)
12. ↑  大阪府統計年鑑（平成24年） (PDF)
13. ↑  大阪府統計年鑑（平成25年） (PDF)
14. ↑  大阪府統計年鑑（平成26年） (PDF)
15. ↑  大阪府統計年鑑（平成27年） (PDF)
16. ↑  大阪府統計年鑑（平成28年） (PDF)
17. ↑  大阪府統計年鑑（平成29年） (PDF)
18. ↑  大阪府統計年鑑（平成30年） (PDF)
19. ↑  大阪府統計年鑑（令和元年） (PDF)
20. ↑  大阪府統計年鑑（令和2年） (PDF)
21. ↑  大阪府統計年鑑（令和3年） (PDF)
22. ↑  大阪府統計年鑑（令和4年） (PDF)
23. ↑  大阪府統計年鑑（令和5年） (PDF)
24. ↑  大阪府統計年鑑（令和6年） (PDF)